# Petre Judit
Petre Judit (Marosvásárhely, 1927. november 19. –) erdélyi magyar újságíró, lapszerkesztő.

## Életútja
Szamosújvárott végzett középiskolát, Bukarestben érettségizett (1955), a bukaresti egyetemen szerzett román nyelv és irodalom szakos tanári képesítést (1965). Pályáját az Ifjúsági Könyvkiadó magyar szerkesztőségében kezdte (1958–69), majd a Ion Creangă Könyvkiadó magyar osztályának felelős szerkesztője nyugdíjazásáig (1970–85).

## Munkássága
Érdeklődési köre a gyermekirodalom. Mint kiadója egyetlen magyar szerkesztője, jelentős írókat, műfordítókat és grafikusokat nyert meg a gyermekirodalom ügyének. Sorozatokat indított (Az én első könyvem; Nagyapó mesefája; Minden gyermek könyve), az iskolai oktatás, valamint a diákszínjátszás segítségére siető gyűjteményeket, antológiákat jelentetett meg, többek között Benedek Elek-köteteket is. Másfél évtized alatt 275 könyvet adott, közel három millió példányban, a 3–14 éves fiatalok kezébe.
A gondozásában megjelent művek közül kiemelkedik a Lengyel Balázzsal közösen szerkesztett János vitéz című magyar és Aranyhajú széplegény című román mesegyűjtemény (Budapest 1974). Fordításában jelent meg románul Szabó Géza Păstorul cu inimă bună (1971) című kalotaszegi népmesegyűjteménye és 1975-ben Lázár Ervin Băiatul cu leii (A kisfiú meg az oroszlánok) című meseregénye.